# Alajõgi
Alajõgi är ett vattendrag i Estland.   Det ligger i landskapet Ida-Virumaa, i den östra delen av landet, 160 km öster om huvudstaden Tallinn. Alajõgi ligger vid sjön Peipus.